# Vesela razvedenica
Vesela razvedenica (eng.The Gay Divorcee) je film snimljen 1934. nominiran za Oscara za najbolji film. Temeljen je na istoimenom kazališnom mjuziklu za kojeg su scenarij napisali Dwight Taylor, Kenneth S. Webb, Samuel Hoffenstein i Edward Kaufman, te na scenariju J.Hartleya Mannersa za nikad produciranu predstavu. Ured za produkcijski kod (Hays Office) je insistirao da se ime promijeni, vjerujući da je, iako razvedenica može biti vesela ili neozbiljna, 
nedolično dopustiti da se razvod prikaže takvim. Film je režirao Mark Sandrich.
Film je glazbena komedija zabune sa slabim zapletom. Glavne uloge igrao je slavni plesački par Fred Astaire i Ginger Rogers, a u sporednim ulogama pojavljuju se Alice Brady, Edward Everett Horton, Eric Blore i Erik Rhodes. 
Kazališna verzija uključivala je mnoge pjesme Colea Portera od kojih je većina izbačena iz filma, uz "Night and Day" kao značajnu iznimku.

## Vanjske poveznice
- Vesela razvedenica u internetskoj bazi filmova IMDb-a
- Karin Longworthova analiza noćne i dnevne rutine  Arhivirana inačica izvorne stranice od 28. rujna 2007. (Wayback Machine)